# Тарока
Тарока (порт. Tarouca; [tɐ'ɾo(ou)kɐ]) — город в Португалии, центр  муниципалитета в составе округа Визеу. Находится в составе крупной городской агломерации Большое Визеу. По старому административному делению входил в провинцию Бейра-Алта. Входит в экономико-статистический субрегион Доуру, который входит в Северный регион. Численность населения — 3,4 тыс. жителей (город), 8,3 тыс. жителей (муниципалитет) на 2001 год. Занимает площадь 101,50 км².
Покровителем города считается Апостол Пётр (порт. São Pedro; [ ]). Праздник города — 29 сентября.

## Расположение
Город расположен в 42 км на север от адм. центра округа города Визеу.
Муниципалитет граничит:
- на северо-востоке — муниципалитет Армамар
- на востоке — муниципалитет Моимента-да-Бейра
- на юге — муниципалитет Вила-Нова-де-Пайва
- на юго-западе — муниципалитет Каштру-Дайре
- на северо-западе — муниципалитет Ламегу

## История
Город основан в 1262 году.

## Население
| Численность населения муниципалитета по годам | Численность населения муниципалитета по годам | Численность населения муниципалитета по годам | Численность населения муниципалитета по годам | Численность населения муниципалитета по годам | Численность населения муниципалитета по годам | Численность населения муниципалитета по годам | Численность населения муниципалитета по годам | Численность населения муниципалитета по годам |
| --------------------------------------------- | --------------------------------------------- | --------------------------------------------- | --------------------------------------------- | --------------------------------------------- | --------------------------------------------- | --------------------------------------------- | --------------------------------------------- | --------------------------------------------- |
| 1801                                          | 1849                                          | 1900                                          | 1930                                          | 1960                                          | 1981                                          | 1991                                          | 2001                                          | 2004                                          |
| 3440                                          | 5163                                          | 10 254                                        | 10 388                                        | 10 845                                        | 9368                                          | 9579                                          | 8308                                          | 8303                                          |

## Состав муниципалитета
В муниципалитет входят следующие районы:
1. Далвареш
2. Говиайнш
3. Гранжа-Нова
4. Мондин-да-Бейра
5. Салзедаш
6. Сан-Жуан-де-Тарока
7. Тарока
8. Уканья
9. Вила-Шан-да-Бейра
10. Варзеа-да-Серра